# Niedernhall
Niedernhall (tiếng Đức: [ˈniː.dɐn.ˌhal] ⓘ) là một thị trấn nằm ở huyện Hohenlohekreis, thuộc bang Baden-Württemberg, Đức. Nơi đây nằm bên bờ sông Kocher, cách Künzelsau 6 km về phía tây và cách Heilbronn 33 km về phía đông bắc.

## Thị trưởng
|                    | Bắt đầu nhiệm kỳ | Kết thúc nhiệm kỳ | Chú thích                           |
| ------------------ | ---------------- | ----------------- | ----------------------------------- |
| Brändlein          | 1945             | 1946              | Được bổ nhiệm bởi chính phủ quân sự |
| Friedrich Fahrbach | 1946             | 1948              | Được bầu bởi hội đồng địa phương    |
| Walter Kaiser      | 1948             | 1951              |                                     |
| Wilhelm Balbach    | 1951             | 1993              |                                     |
| Emil G. Kalmbach   | 1993             | 2014              |                                     |
| Achim Beck         | 2014             | nay               |                                     |